# Colton Harris-Moore
Colton A. « Colt » Harris-Moore (né le 22 mars 1991) est un délinquant et ancien fugitif américain, originaire de Camano, dans le Comté d'Island, Washington (État). Accusé de vol d'avions, de deux voitures et du cambriolage de nombreuses résidences du Nord-Ouest Pacifique, il est arrêté le 11 juillet 2010 à Harbour Island après avoir fui aux Bahamas le 4 juillet 2010 à bord d'un avion qu'il aurait volé à Bloomington, Indiana. Il est condamné le 16 décembre 2011, à une peine de sept ans d'emprisonnement.
il est surnommé le « bandit aux pieds nus » (en anglais The Barefoot Bandit), car il aurait commis certain de ses crimes pieds nus. Il aurait également, laissé une fois 39 empreintes de pieds dessinées à la craie et l'expression c'ya! (de see you, « à plus tard »),.

## Biographie
Fils d'une mère alcoolique et d'un père violent, il a eu une enfance difficile. À l’âge de 7 ans, il commence à fuguer et à voler de la nourriture et des couvertures dans les maisons inhabitées. À 10 ans à peine, il entre dans les fichiers de la police pour vol.
Après avoir fait des cambriolages, des vols de voitures, de bateaux et d'avions, il est arrêté en juillet 2010, à Eleuthera aux Bahamas,.
Ses principales particularités sont le fait qu'il était certaines fois pieds nus pour faire ses larcins, son jeune âge (une vingtaine d'années) et ses vols audacieux notamment cinq avions de tourisme, qu'il apprit à piloter en regardant des vidéos sur Internet et en lisant des manuels. Il aurait commis en deux ans plus d'une centaine de cambriolages dans huit états américains et en Colombie britannique.
Le 16 décembre 2011, il est condamné par l'État de Washington, à sept ans d'emprisonnement et une amende d'environ 1,4 million de dollars pour dédommager ses victimes,.
Durant son procès, il a expliqué que ses parents n'avaient jamais su entendre ses appels à l'aide. La juge chargée du procès a exprimé une grande admiration pour le jeune homme, dont elle qualifiera l'histoire de « triomphe de l’esprit humain ».
Après sa condamnation, Colton Harris Moore a indiqué qu'il souhaitait consacrer son temps en prison aux études afin de devenir ingénieur aéronautique.
En avril 2016 Colton Harris-Moore a lancé une collecte de fonds depuis internet appelée « Impossible n'est rien : Sauvons Pam » pour tenter de cryogéniser sa mère atteinte d'un cancer.
Le 28 septembre 2016, il est libéré en conditionnelle de la prison de Stafford Creek Correction Center et termine sa peine sous le statut de semi-liberté avec l'engagement de travailler pour le compte de son avocat John Henry Browne.

## Notoriété
Colton Harris-Moore, sous le nom de « Bandit aux pieds nus » ou « cambrioleur au pieds nus » est devenu un phénomène Internet, sa page de fan sur Facebook compte environ 60 000 membres. On peut trouver des T-shirts avec le portrait de Colton Harris-Moore et l'expression « Momma Tried ».
En avril 2010, 20th Century Fox a acheté pour un million de dollars les droits du livre Taking Flight: The Hunt for a Young Outlaw. Selon son accord de plaidoyer de marchandage, Colton Harris-Moore a accepté de reverser tous les profits qu'il pourrait tirer de l'exploitation de son histoire.
Le court métrage Stealing Suburbia, réalisé par David Shapiro et présenté à Cannes en 2011 au Short film Corner est inspiré de l'histoire de Colton Harris-Moore.
Une chanson folk adaptée du célèbre titre Jesse James lui été consacrée sur Youtube.